# Ibrahima Sissoko
Pour les articles homonymes, voir Sissoko.
Ne doit pas être confondu avec Ibrahim Sissoko.
Ibrahima Sissoko, né le 27 octobre 1997 à Meaux, est un footballeur international malien qui évolue au poste de milieu défensif au VfL Bochum.

## Biographie

### En club

#### Début au Stade brestois 29
Lors de l'été 2014, il quitte l'US Torcy après avoir été repéré avec les U17 nationaux du club torcéen. Il est ensuite mis à l’essai par le club breton lors d'un tournoi jeune,.  Il renforce dans un premier temps dans les U19 du Stade brestois avant d'intégrer l'équipe réserve du club. Il dispute son premier match avec l'équipe réserve le 24 janvier 2015 lors d'une rencontre de CFA 2. En juin 2015, il commence à s’entraîner avec le groupe professionnel avant de signer un mois plus tard le 21 juillet 2015, son premier contrat professionnel pour une durée de trois ans.  
Il dispute son premier match avec l'équipe première le 5 décembre 2015 à l'occasion d'un match de coupe de France. Il dispute son premier match de Ligue 2, le 29 avril 2016 contre l'Évian Thonon Gaillard. Il connaît ensuite sa première titularisation le 6 mai 2016 face à Clermont Foot 63. Le 8 décembre 2017, il marque son premier but en professionnel contre Bourg-en-Bresse Péronnas. Puis le 12 décembre 2017, il prolonge son contrat jusqu'en 2021,. 
Il prend part à son dernier match avec le Stade brestois le 27 avril 2018 contre Bourg-Péronnas, un match pour le compte de la 36e journée de Ligue 2. Il cède sa place à la 33e minute après une blessure. Après ans quatre années passées en Bretagne, il quitte le club.

#### Découverte de la Ligue 1 avec le RC Strasbourg
Le 7 juin 2018, il s'engage pour quatre saisons en faveur du Racing Club de Strasbourg. 
Il dispute son premier match sous ses nouvelles couleurs pour le compte de la première journée de championnat face aux Girondins de Bordeaux. Il en profite pour inscrire son premier but. En effet, il ouvre le score du pied gauche grâce à une passe de Dimitri Liénard.

### En sélection nationale
Il apparaît pour la première fois sous le maillot bleu avec les moins de 18 ans contre la Belgique.  
Avec les moins de 19 ans, il inscrit en février 2016 un but lors d'un match amical face à l'Italie. Le mercredi 6 juillet 2016, il prend part à un match amical contre Strasbourg, son futur club dans le cadre de la préparation championnat d'Europe de football des moins de 19 ans 2016,. Il ne prendra cependant part à aucune rencontre de la compétition remporté par les Bleuets. 
Avec les moins de 20 ans, il participe à la Coupe du monde des moins de 20 ans en 2017. Lors du mondial organisé en Corée du Sud, il ne joue qu'un seul match, face à la Nouvelle-Zélande. La France s'incline en huitièmes de finale face à l'Italie.
En novembre 2018, il est appelé pour la première fois avec la sélection espoir pour  pallier les forfaits d'Abdou Diallo et Olivier Ntcham. Il honore sa première cape avec les Bleuets le 15 novembre 2018 face à la Croatie. Quatre jours plus tard, il connait sa première titularisation face à l'Espagne.
Le 7 octobre 2023, il est convoqué pour la première fois avec l'équipe du Mali par son sélectionneur Eric Chelle.

## Statistiques
| Saison                | Club                  | Championnat           | Championnat | Championnat | Coupe nationale | Coupe nationale | Coupe de la Ligue | Coupe de la Ligue | Compétition(s) continentale(s) | Compétition(s) continentale(s) | Compétition(s) continentale(s) | Total | Total |
| Saison                | Club                  | Division              | M.          | B.          | M.              | B.              | M.                | B.                | Comp.                          | M.                             | B.                             | M.    | B.    |
| 2015-2016             | Stade brestois 29     | Ligue 2               | 2           | 0           | 1               | 0               | 0                 | 0                 | -                              | -                              | -                              | 3     | 0     |
| 2016-2017             | Stade brestois 29     | Ligue 2               | 6           | 0           | 2               | 0               | 0                 | 0                 | -                              | -                              | -                              | 8     | 0     |
| 2017-2018             | Stade brestois 29     | Ligue 2               | 19          | 1           | 1               | 0               | 1                 | 0                 | -                              | -                              | -                              | 21    | 1     |
| Sous-total            | Sous-total            | Sous-total            | 27          | 1           | 4               | 0               | 1                 | 0                 | -                              | -                              | -                              | 32    | 1     |
| 2018-2019             | RC Strasbourg         | Ligue 1               | 32          | 3           | 0               | 0               | 3                 | 0                 | -                              | -                              | -                              | 35    | 3     |
| 2019-2020             | RC Strasbourg         | Ligue 1               | 23          | 0           | 3               | 0               | 2                 | 0                 | C3                             | 4                              | 0                              | 32    | 0     |
| 2020-2021             | RC Strasbourg         | Ligue 1               | 36          | 0           | 1               | 0               | -                 | -                 | -                              | -                              | -                              | 37    | 0     |
| 2021-2022             | RC Strasbourg         | Ligue 1               | 28          | 2           | 1               | 0               | -                 | -                 | -                              | -                              | -                              | 29    | 2     |
| 2022-2023             | RC Strasbourg         | Ligue 1               | 26          | 0           | 1               | 0               | -                 | -                 | -                              | -                              | -                              | 27    | 0     |
| 2023-2024             | RC Strasbourg         | Ligue 1               | 2           | 0           | -               | -               | -                 | -                 | -                              | -                              | -                              | 2     | 0     |
| Sous-total            | Sous-total            | Sous-total            | 147         | 5           | 6               | 0               | 5                 | 0                 | -                              | 4                              | 0                              | 162   | 5     |
| Total sur la carrière | Total sur la carrière | Total sur la carrière | 174         | 6           | 10              | 0               | 6                 | 0                 | -                              | 4                              | 0                              | 194   | 6     |

### Liste des matches internationaux
| Matches internationaux avec les espoirs | Matches internationaux avec les espoirs | Matches internationaux avec les espoirs | Matches internationaux avec les espoirs | Matches internationaux avec les espoirs | Matches internationaux avec les espoirs | Matches internationaux avec les espoirs                          |
|                                         | Date                                    | Lieu                                    | Adversaire                              | Résultat                                | Compétition                             | Notes                                                            |
| --------------------------------------- | --------------------------------------- | --------------------------------------- | --------------------------------------- | --------------------------------------- | --------------------------------------- | ---------------------------------------------------------------- |
| 1.                                      | 15 novembre 2018                        | Stade Pierre-Brisson, Beauvais, France  | Espagne                                 | 2-2                                     | Match amical                            | Entre en jeu à la place de Lucas Tousart à la 64e minute de jeu. |
| 2.                                      | 19 novembre 2018                        | Stade Michel-d'Ornano, Caen, France     | Croatie                                 | 1-1                                     | Match amical                            | Titulaire et remplacé à la 63e minute de jeu.                    |

## Palmarès
- RC Strasbourg
  - Vainqueur de la Coupe de la Ligue en 2019.